# I Walk the Line
|  | Aquest article tracta sobre la cançó de Johnny Cash. Si cerqueu la pel·lícula, vegeu «A la corda fluixa». |

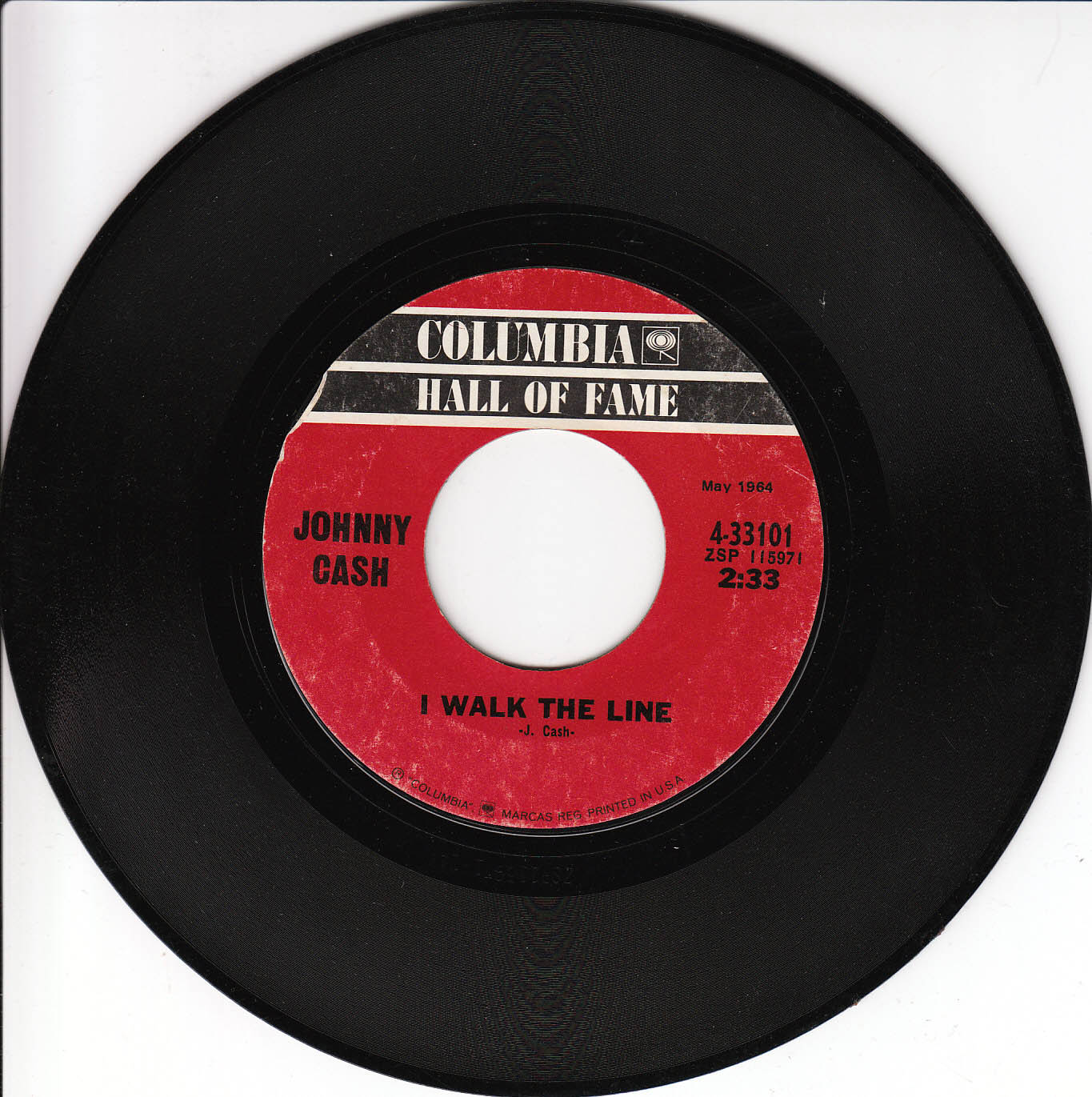
Vinil de la cançó "I walk the line".

"I Walk the Line" és una cançó escrita per Johnny Cash i enregistrada el 1956. La tocava amb l'ajut de Marshall Grant i Luther Perkins, dos mecànics que el seu germà li va presentar després de llicenciar-se de les Forces Aèries. Cash i la seva muller, Vivian estaven vivint a Memphis, Tennessee a l'època. Cash era el líder del grup i va presentar als altres membres Sam Phillips de Sun Records. El 1955 començaven a enregistrar sota l'etiqueta de Sun Records. Després de tres intents amb índexs d'audiència moderats, "I Walk the Line" va esdevenir un hit número u al Billboard. El single va romandre al Billboard durant més de 43 setmanes, i se'n van vendre més de 2 milions de còpies.

## Rerefons de la cançó
L'original progressió d'acords de la cançó va ser inspirada en reproduir al revés les gravacions de proves de guitarra en la gravadora de Cash, mentre estava a la Força Aèria destinat a Alemanya. Més tard, en una entrevista telefònica, en Cash va declarar: "Vaig escriure la cançó darrere de l'escenari una nit el 1956 a Gladewater, Texas. Jo m'havia acabat de casar en aquell moment, i suposo que va ser per devoció a la meva promesa." Després d'escriure la cançó va parlar-ne amb el seu col·lega Carl Perkins, que el va encoratjar a adoptar "I Walk the Line" com a títol de la cançó. Cash havia previst originalment la cançó com una balada lenta, però el productor Sam Phillips preferia un arranjament més ràpid, i a Cash li va acabar agradant, quan la gravació més ràpida va tenir èxit.
Una vegada interpretant la cançó en el seu programa de televisió, Cash va dir a l'audiència, amb un somriure: "La gent em pregunta per què faig un brunzit cada vegada que canto aquesta cançó. És per trobar el to". El brunzit era necessari, ja que la cançó exigia que Cash canviés de to unes quantes vegades mentre la cantava.
La cançó es va enregistrar originalment al Sun Studio el 2 d'abril de 1956, i es va publicar l'1 de maig. Va estar-se sis setmanes al primer lloc de les llistes U.S. country Juke Box dels EUA aquell estiu, una setmana a les llistes C&W Jockey i el número dos a les llistes de Best Seller de C&W. "I Walk the Line" també va arribar al número dinou a les llistes de música pop.
La cançó es va tornar a enregistrar quatre vegades durant la carrera de Cash. El 1964 per a l'àlbum I Walk the Line, una altra vegada en directe el 1969 pel At San Quentin, el 1970 per la banda sonora de la pel·lícula I Walk the Line, i finalment el 1988 per al disc Classic Cash: Hall of Fame Series.
El 2004, la revista Rolling Stone la va classificar en la posició 30 de les 500 Cançons Més Grans De Tots El Temps.

## Escriptura i composició
La cançó és molt simple i com la majoria de les cançons de Cash, la lletra explica més història que el que la música transmet. (Tens manera de fer-me quedar al teu costat/Em dónes causa per amor que no puc amagar/per tu sé que intentaria fins i tot girar la marea).
Es basa en el "boom-chicka-boom" o ritme de "trens de mercaderies" comú en moltes de les cançons de Cash. En l'enregistrament original de la cançó, hi ha un canvi de to entre cadascun dels cinc versos, i Cash murmura la nova nota base abans de cantar cada vers. El vers final, una repetició del primer, es canta tota una octava més baix que el primer vers. Segons Cash, li agradava el so de la caixa, però a la sessió de gravació de la cançó no en tenia cap. Per substituir-lo, quan va gravar la cançó o quan la tocava en directe, posava un tros de paper sota les cordes de la guitarra, a la banda d'afinació, per simular-lo.

## Versions
El 1998, Rodney Crowell, ex-gendre de Cash, va fer-ne una versió en duet amb ell mateix al seu àlbum The Houston Kid. Aquesta versió es titulava "Walk the Line Revisited" i culminava al número 61 de les llistes de country.

## Posicions a les llistes
| Chart (1957)                       | Peak position |
| ---------------------------------- | ------------- |
| U.S. Billboard Hot Country Singles | 1             |
| U.S. Billboard Hot 100             | 17            |